# Museo de antigüedades de Leiden

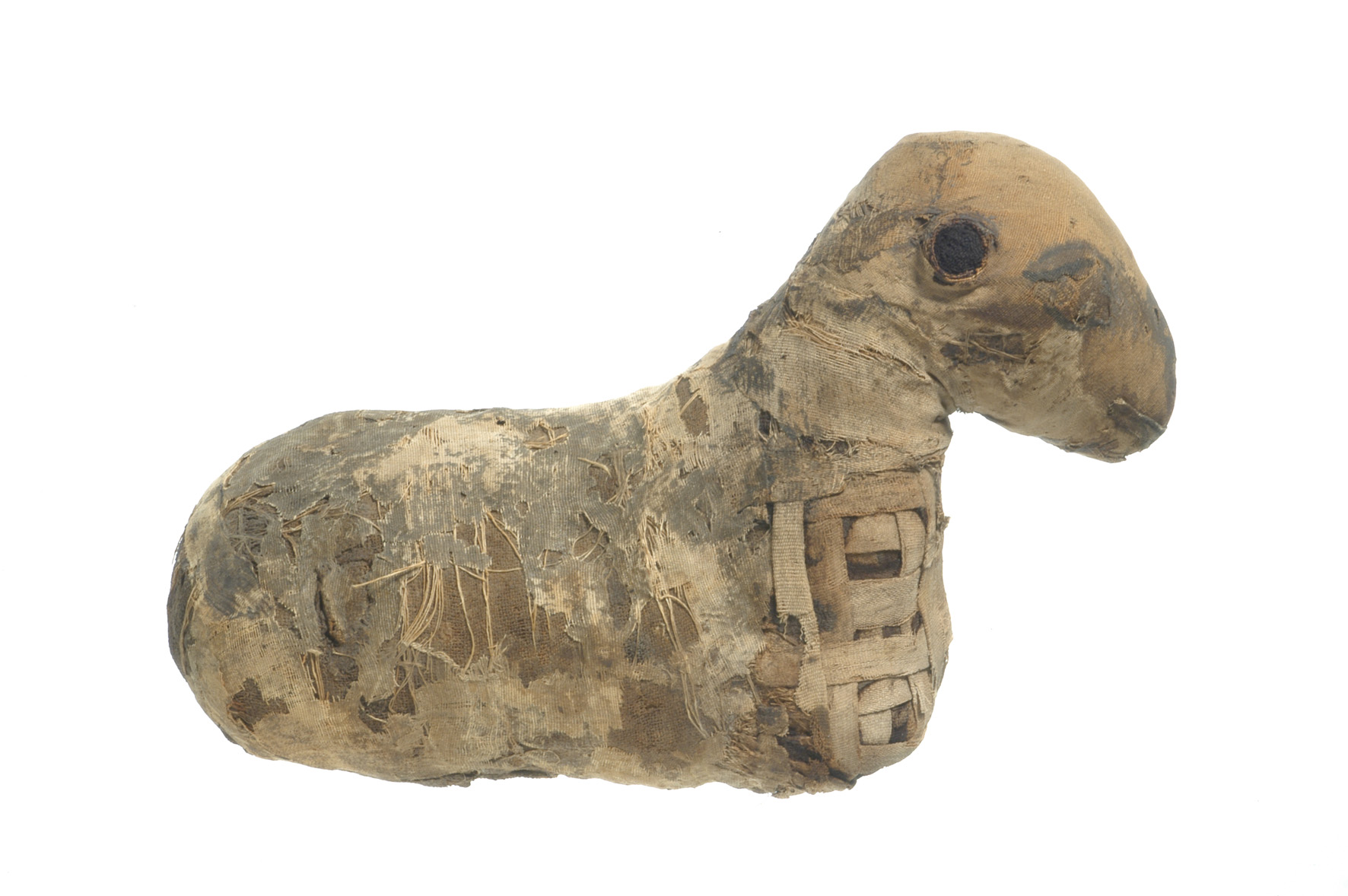
Momia de un cordero

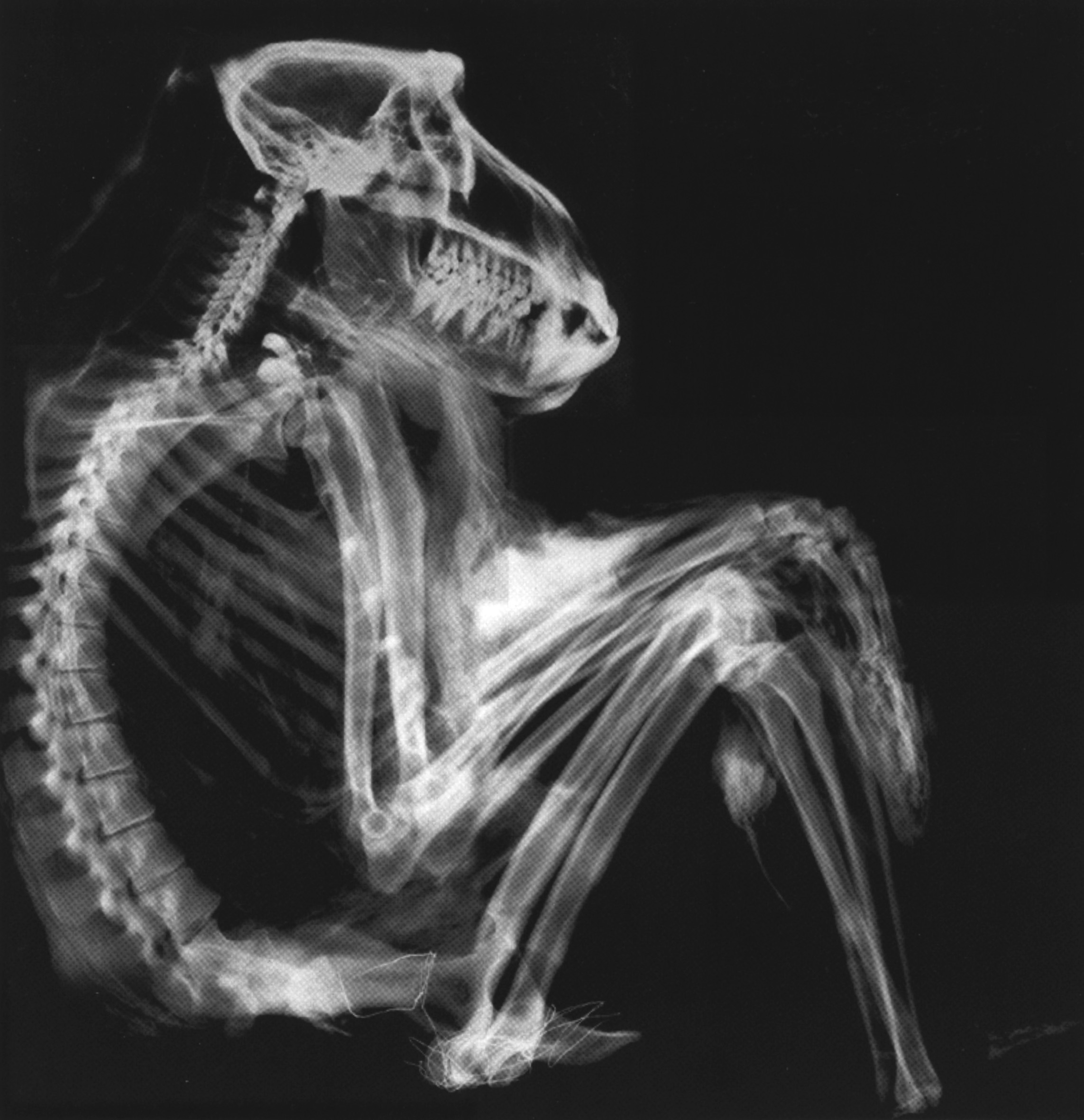
Momia de un babuino (radiografía)

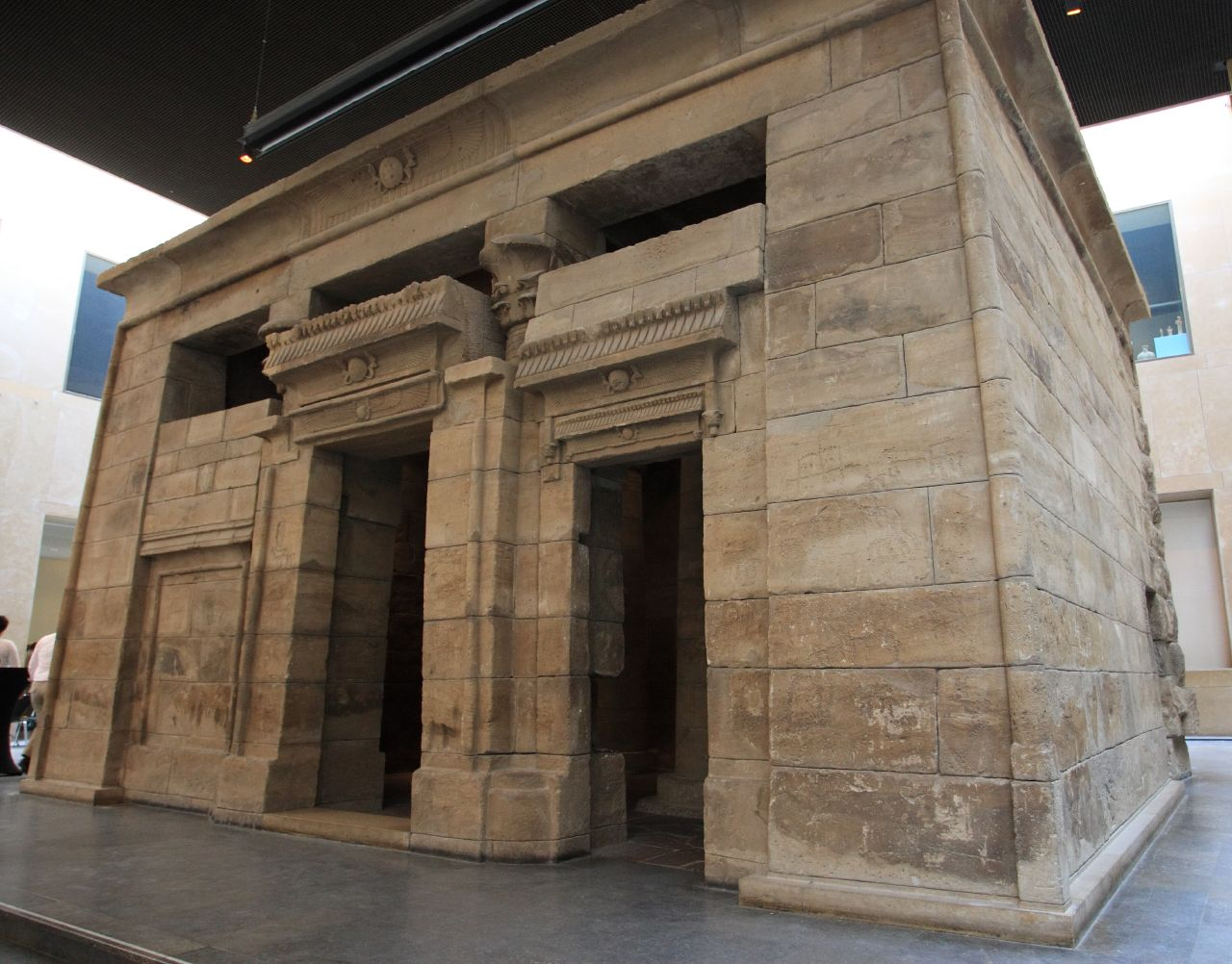
Templo Taffeh en el hall principal del museo

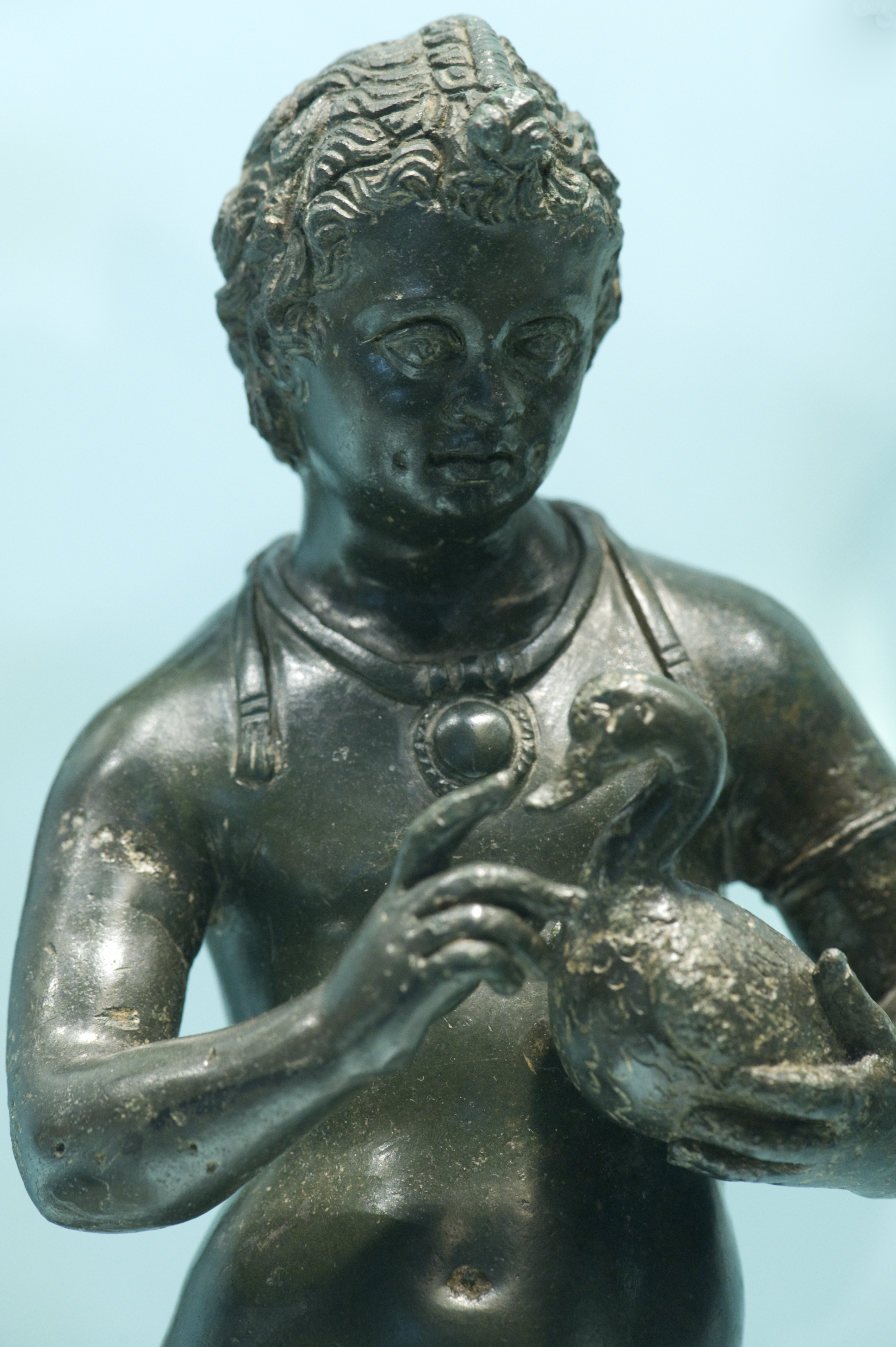
Ofrenda votiva etrusca de un joven con ganso (detalle). Siglo Segundo antes de Cristo.

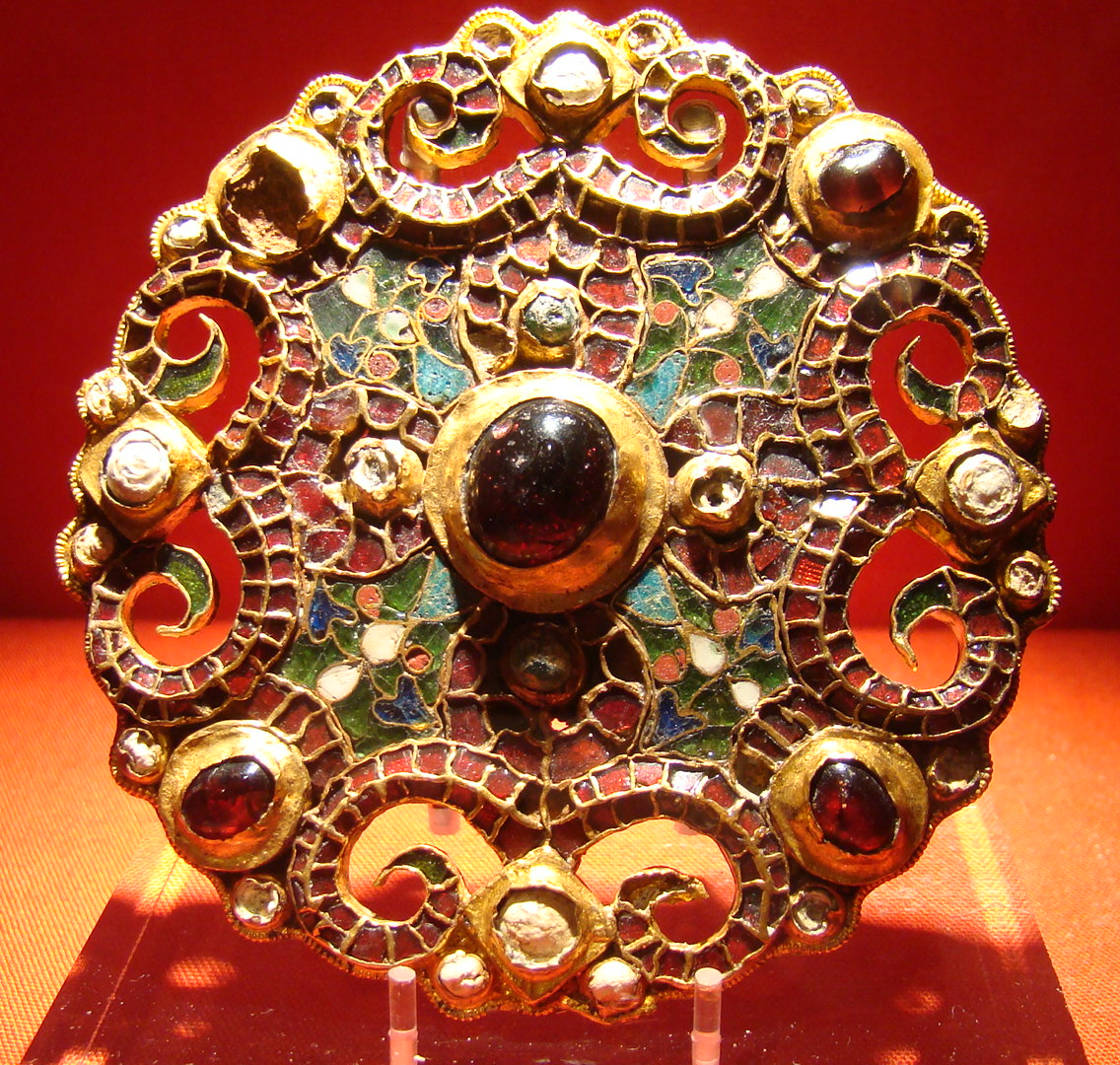
Fíbula de Dorestad 775-800 d. C. (Hallada en un pozo)

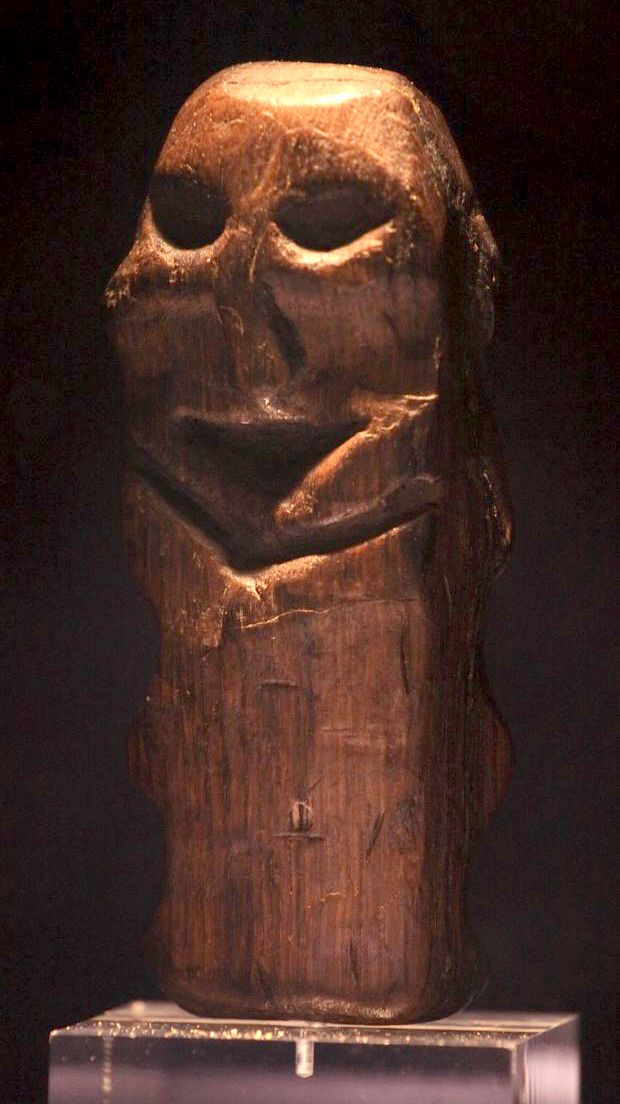
Hombrecillo de Willemstad

El Museo Nacional de Antigüedades (RMO) es el museo arqueológico nacional de los Países Bajos. Este complejo monumental de propiedad del Estado (RGD), se encuentra en una antigua casa señorial y beguinaje,  en el canal Rapenburg de Leiden.

## Fundación y salas
El Rey Guillermo I fundó el RMO en 1818 y nombró como primer director al catedrático en arqueología C.J.C. Reuvens (1793-1835). El museo gestiona colecciones de artefactos arqueológicos procedentes de civilizaciones que han sido de gran influencia en nuestra cultura contemporánea. Además, el museo administra obras maestras de la arqueología holandesa, que datan desde tiempos prehistóricos hasta el final de la Edad Media.
La colección se divide en varias salas, distribución que se implementa en la exposición permanente. Las salas son:
- Egipto
- Oriente Próximo
- Mundo Clásico
  - Grecia
  - Etruria
  - Imperio romano
- Países Bajos
  - Países Bajos prehistóricos
  - Países Bajos romanos
  - Países Bajos medievales

Además, el museo dispone de una sala de cine en la cual se proyectan películas y documentales de corta duración. Asimismo, cabe la posibilidad de realizar diversas actividades para niños, como por ejemplo una visita guiada juvenil o una búsqueda del tesoro. 

## Colección

### Antiguo Egipto
La colección egipcia del Museo de Antigüedades es una de las colecciones más grandes y completas de arte del Antiguo Egipto en el mundo.  En el hall central del museo se encuentra el magnífico Templo de Taffa (que a pesar de sus dos mil años de antigüedad se encuentra en muy buen estado), proveniente de Taffeh. Este templo fue regalado a los Países Bajos por el gobierno de Egipto, como símbolo de agradecimiento  por la ayuda prestada en una operación de rescate de la UNESCO, en la cual se trasladaron varios monumentos que se hallaban en peligro de desaparecer bajo las aguas del lago Nasser durante la construcción de la presa de Asuán. 
Entre las piezas más destacables de la sección egipcia, resaltan: el hermoso sarcófago doble (siendo el externo de granito, y el interno de caliza) de un visir del Imperio Antiguo de Egipto, la mastaba de Hetepherachet de la quinta dinastía y un set de tres imágenes lapidarias de Maya y Merit del siglo XIV a. C.
Aparte, el museo también dispone de una gran colección de papiros, estelas del Reino Medio, shabtis y momias tanto de animales como de seres humanos.

### Antiguo Oriente Próximo
En la primera planta se encuentra la sala con objetos arqueológicos procedentes del Antiguo Oriente Próximo. Estos restos materiales proceden de las diferentes culturas que surgieron entre los años 3000 a. C. y 301 a. C., como los sumerios, acadios, babilonios, asirios, hititas y persas.
Entre las piezas más destacadas de esta sección, se incluyen una estatua del gobernante de la ciudad Gudea de Lagash, una escultura sumeria de un hombre orando de alrededor del 2200 a. C. y una concha ornamental pintada  de origen desconocido pintado.

### Mundo Clásico

#### Antigua Grecia
El museo posee una amplia colección de jarrones, estatuillas y utensilios del área griega. Se puede contemplar sobre todo cerámica y algunas estatuas de mármol y terracota. Además, lo más destacable de esta sección es una panoplia griega del siglo IV.

#### Etruria
El Museo Nacional de Antigüedades gestiona una de las colecciones etruscas
más importantes de los Países Bajos. La colección se creó en el siglo XIX, gracias al esfuerzo de C.J.C. Reuvens y J. E. Humbert. En esta sección podemos encontrar varios espejos y herramientas de bronce, buccheros, orfebrería (fíbulas de oro), antefijas, cerámica y sobre todo, exvotos de bronce (destacando el  joven con ganso de bronce macizo y el guerrero de bronce de 37 cm de altura), urnas y utensilios de Villanova, un vaso canópeo de Chiusi, un sarcófago de terracota y una colección de urnas de alabastro y tobas volcánicas de Volterra. 
Por desgracia, no toda la colección etrusca es visitable, pues parte de ella se encuentra en el depósito del museo.

#### Imperio Romano
Los hallazgos romanos se disponen en dos plantas; en el primer piso se encuentra la sala de la Roma Clásica y en la segunda planta se encuentran los hallazgos provinciales de los Países Bajos.  Alrededor de una maqueta de una manzana de Pompeya, se encuentran dispuestos todo tipo de objetos provenientes de las casas de romanos adinerados acomodados, incluyéndose mosaicos, y otros artilugios. Otro aspecto interesante, es que se ha recreado un columbario con urnas, y en esta sección, destaca una imagen del emperador Trajano, la cual se halló en la ciudad tunecina de Utica.

### Países Bajos
El museo ofrece una sinopsis ininterrumpida de la cultura material holandesa hasta la Edad Media. Custodia un minúsculo dibujo considerado el más antiguo de los Países Bajos, el cuerpo reconstruido de la apodada Trijntje (la holandesa más antigua hasta ahora encontrada), y los sepulcros de líderes tribales provenientes de Oss y Wijchen. Véase también Vorstengraf (Oss).
La sección romana se divide en tres facciones, con objetos militares, objetos cotidianos – en el que se halla el famoso sarcófago de Simpelveld - y objetos religiosos, en la cual se incluye una parte de la enorme colección de altares dedicados a la diosa Nehalennia, que se encontraron en Zeeland. 
El área medieval contiene un tesoro de plata y otros muchos objetos provenientes del importante mercado de Dorestad, como por ejemplo la Fíbula de Dorestad.  

### Investigación científica
La mayor parte de la colección del Museo Nacional de Antigüedades ha sido comprada. No obstante, el RMO siempre se ha introducido en el campo de la arqueología. No por nada fue también el primer director del museo, el primer catedrático en arqueología en los Países Bajos. En las últimas décadas se han realizado importantísimos descubrimientos en excavaciones, en las que la RMO tuvo una implicación considerable, como por ejemplo en el Tell Sabi Abyad en Siria y en el Saqqara en Egipto.

## Trivilidades
- El edificio posee el estatus de monumento de estado.
- Desde 2010 se expone un lingote de oro, el cual fue descubierto en las colinas de Utrecht.[1]